# Albano Negro
Albano Negro (Chiampo, 31 marzo 1942 – Thiene, 14 agosto 1988) è stato un ciclista su strada italiano.
Professionista dal 1963 al 1968, vestì per due giorni la maglia rosa del Giro d'Italia.

## Carriera
Da dilettante, vinse la Astico-Brenta nel 1962. Da professionista, partecipò due volte al Giro d'Italia, vestendo la maglia rosa per due giorni nel 1965. Fu decimo al Giro del Piemonte nel 1965.

## Palmarès
- 1962

Astico-Brenta

## Piazzamenti

### Grandi Giri
- Giro d'Italia

1965: 14º
1966: 27º

### Classiche monumento
- Milano-Sanremo

1964: 102º
1965: 65º
1966: 94º
1967: 104º
1968: 77º
- Giro di Lombardia

1963: 24º
1967: 25º